# Chew Choon Eng
Dans ce nom, le nom de famille, Chew, précède le nom personnel.
Chew Choon Eng, né le 28 mai 1976 dans le Penang, est un joueur malaisien de badminton.

## Carrière
En double messieurs avec Chan Chong Ming, il est médaillé de bronze aux Championnats du monde de badminton 2001, aux Jeux d'Asie du Sud-Est de 2001, aux Jeux du Commonwealth de 2002, aux Jeux asiatiques de 2002 et aux Championnats d'Asie de badminton en 2004.
Il est aussi médaillé d'or en double mixte avec Chor Hooi Yee aux  Jeux d'Asie du Sud-Est de 1999 et médaillé de bronze en double mixte avec Wong Pei Tty aux Jeux d'Asie du Sud-Est de 2001 ainsi qu'avec Ang Li Peng aux Jeux d'Asie du Sud-Est de 1997.
Aux Jeux d'Asie du Sud-Est de 2003, il est médaillé d'argent en double messieurs avec Chang Kim Wai et médaillé de bronze en double mixte avec Chin Eei Hui.